# BUB1B
BUB1B（budding uninhibited by benzimidazoles 1 beta）は、ヒトではBUB1B遺伝子にコードされる酵素（プロテインキナーゼ）である。BubR1としても知られ、有糸分裂時に紡錘体チェックポイント（SAC）やキネトコア-微小管相互作用において機能し、染色体の移動と整列を促進するタンパク質として認識されている。BubR1は娘細胞への染色体の適切な分離を保証することで、有糸分裂の正確性を高め、異数性が生じないよう保護している。BubR1は腫瘍形成を防ぐことが提唱されている。

## 機能
BUB1Bは紡錘体チェックポイント機能や染色体分離に関与するプロテインキナーゼである。このタンパク質はキネトコアに局在し、後期促進複合体（APC/C）を阻害する役割を果たしており、有糸分裂後期の開始を遅らせて適切な染色体分離を保証している。紡錘体チェックポイントの機能不全は多くの種類のがんでみられる。
マウスでは、BubR1の発現上昇によって健康寿命の伸長がみられる。

## 臨床的意義
BubR1は、がん、老化、多彩異数性モザイク（mosaic variegated aneuploidy、MVA）、心疾患など、さまざまな生物学的過程や病理への関与が示唆されている。BubR1タンパク質レベルは年齢とともに低下することが示されている。さらに、若年個体でのBubR1の喪失は、老化の加速や加齢関連疾患の早期発症、心機能不全、創傷治癒の遅れ、白内障、脊柱後弯、脂肪喪失や筋消耗（悪液質）、がんなどと関係する。このことはマウスで示されている。

## DNA修復
化学放射線療法（CRT）は治癒目的で化学療法と放射線療法を併用する治療法であり、さまざまながんの治療で利用されている。CRTはがん細胞にDNA損傷を誘発することで作用する。膀胱がんの治療前の患者から採取された腫瘍試料と同じ患者のCRT後に再発した試料との比較では、CRT後再発試料ではBUB1Bの発現レベルが増加していることが示されている。こうした発現上昇は代替非相同末端結合（A-NHEJ）と呼ばれる不正確なDNA修復過程を促進すると考えられており、CRTによって引き起こされたDNA損傷が不正確に修復されることでさらなる変異が引き起こされ、腫瘍にCRT抵抗性が誘発されている可能性がある。

## 相互作用
BUB1Bは次に挙げる因子と相互作用することが示されている。
- AP2B1（英語版）[12]
- BRCA2[13]
- BUB3[12][14][15]
- CDC20[16][17][18][19][20][21]
- MAD2L1（英語版）[16]
- CBP（英語版）[22]
- SIRT2（英語版）[22][23][24]
- PLK1[25][26][27][28][29]
- PP2A-B56[29][30][31][32]
- HDAC1（英語版）[33]
- HDAC2（英語版）/HDAC3（英語版）[34]
- SNCG（英語版）[35]

## 関連文献
- “Activation of the yeast SSK2 MAP kinase kinase kinase by the SSK1 two-component response regulator”. The EMBO Journal 17 (5):  1385–1394. (March 1998). doi:10.1093/emboj/17.5.1385. PMC 1170486. PMID 9482735.
- “Mutations of mitotic checkpoint genes in human cancers”. Nature 392 (6673):  300–303. (March 1998). Bibcode: 1998Natur.392..300C. doi:10.1038/32688. PMID 9521327.
- “Identification of a novel gene--SSK1--in human endothelial cells exposed to shear stress”. Biochemical and Biophysical Research Communications 246 (3):  881–887. (May 1998). doi:10.1006/bbrc.1998.8713. PMID 9618306.
- “Characterization of the kinetochore binding domain of CENP-E reveals interactions with the kinetochore proteins CENP-F and hBUBR1”. The Journal of Cell Biology 143 (1):  49–63. (October 1998). doi:10.1083/jcb.143.1.49. PMC 2132809. PMID 9763420.
- “The hBUB1 and hBUBR1 kinases sequentially assemble onto kinetochores during prophase with hBUBR1 concentrating at the kinetochore plates in mitosis”. Chromosoma 107 (6–7):  386–396. (December 1998). doi:10.1007/s004120050322. PMID 9914370.
- “Characterization of MAD2B and other mitotic spindle checkpoint genes”. Genomics 58 (2):  181–187. (June 1999). doi:10.1006/geno.1999.5831. PMID 10366450.
- “Human BUBR1 is a mitotic checkpoint kinase that monitors CENP-E functions at kinetochores and binds the cyclosome/APC”. The Journal of Cell Biology 146 (5):  941–954. (September 1999). doi:10.1083/jcb.146.5.941. PMC 2169490. PMID 10477750.
- “BUBR1 phosphorylation is regulated during mitotic checkpoint activation”. Cell Growth & Differentiation 10 (11):  769–775. (November 1999). PMID 10593653.
- “Components of the human spindle checkpoint control mechanism localize specifically to the active centromere on dicentric chromosomes”. Human Genetics 107 (4):  376–384. (October 2000). doi:10.1007/s004390000386. PMID 11129339.
- “Systematic subcellular localization of novel proteins identified by large-scale cDNA sequencing”. EMBO Reports 1 (3):  287–292. (September 2000). doi:10.1093/embo-reports/kvd058. PMC 1083732. PMID 11256614.
- “A role for the Adenomatous Polyposis Coli protein in chromosome segregation”. Nature Cell Biology 3 (4):  429–432. (April 2001). doi:10.1038/35070123. PMID 11283619.
- “Mad2-Independent inhibition of APCCdc20 by the mitotic checkpoint protein BubR1”. Developmental Cell 1 (2):  227–237. (August 2001). doi:10.1016/S1534-5807(01)00019-3. PMID 11702782.
- “Genetic and epigenetic inactivation of mitotic checkpoint genes hBUB1 and hBUBR1 and their relationship to survival”. Cancer Research 62 (1):  13–17. (January 2002). PMID 11782350.
- “Kinetochore localisation and phosphorylation of the mitotic checkpoint components Bub1 and BubR1 are differentially regulated by spindle events in human cells”. Journal of Cell Science 114 (Pt 24):  4385–4395. (December 2001). doi:10.1242/jcs.114.24.4385. PMID 11792804.